# Agabus dytiscoides
Agabus dytiscoides är en skalbaggsart som beskrevs av Régimbart 1908. Agabus dytiscoides ingår i släktet Agabus och familjen dykare. Inga underarter finns listade i Catalogue of Life.